# Estación de Leiría
La Estación Ferroviaria de Leiría, también conocida como Estación de Leiría, es una plataforma ferroviaria de la Línea del Oeste, que sirve a la localidad de Leiría, en Portugal.

## Características

### Localización y accesos
Esta plataforma tiene acceso por la travesía de la Estación, junto a la localidad de Leiría.

### Descripción física
Poseía, en enero de 2011, tres vías de circulación, dos con 534 metros de longitud, y la tercera, con 427; las plataformas tenían ambas cerca de 206 metros de extensión, mostrado la primera 40 centímetros de altura, y la segunda, 45 centímetros.

## Historia

### Apertura del servicio
El tramo entre Torres Vedras y Leiría abrió a la explotación el día 1 de agosto de 1887, habiendo la línea continuado a partir de esta estación hasta Figueira da Foz el 17 de julio del año siguiente, concluyendo la Línea del Oeste.